# 坂ノ上朝美
坂ノ上 朝美（さかのうえ あさみ、1988年8月26日 - ）は、日本の元女優、元タレント、元グラビアアイドル。

## 来歴
1988年8月26日の4時21分に新潟県で出生。 朝に生まれて美しい子に育つように「あさみ」と名付けられた。
2009年に上京して芸能界に入る。同年12月24日、アメブロを開始し、引退日までブログの更新を1日も欠かした事がない。
2011年11月、ミリオンエンターテイメントから月の石への移籍をきっかけに芸名を「坂上麻美」（さかうえあさみ）から「坂ノ上朝美」（さかのうえあさみ）に改名。
2013年12月15日をもって芸能界を引退。2014年5月15日、初めてのヌード写真集『わすれな草』をリリース、好評を持って受け入れられ、引退後にもかかわらず人気が急上昇した。

## 人物
- 「史上最高の“神が宿るカラダ”[2]」と言われている。
- 3サイズは164cm-90cm-59cm-91cm、S 23.5cm[3]。
- 正直で漠然としている映画界で活躍する女優を志す。
- 趣味 ： 料理、雑学、早起き、腰のクネり、おっぱい紙芝居、中国語の勉強、献血（都内献血12ヵ所制覇との事）（ブログ掲載のプロフィール[4]より）
- 特技 ： 硬式テニス、へそゴルフでホールインワン、書道
- 長所 ： 明るい、健康
- 資格 ： 中学校英語科教員免許
- 好きな食べ物 ： 枝豆、アイス、渋い抹茶、いくら

## 出演作品
太字の役名は主演。

### テレビドラマ
" 坂上麻美 " 名義
- カルテット (TBS、2011年1月18日)

### バラエティ
" 坂上麻美 " 名義
- タモリ倶楽部 (テレビ朝日、2010年5月28日) - ゲスト ※空耳アワーの作品「巨乳レース」
- 愛しのメロンパン (テレビ朝日、2010年12月18日) - ゲスト
- さまぁ〜ZOO (テレビ東京、2011年5月22日〜) 番組内のコーナー「もらってみよう」(第6回〜) - セクシーアニマル、シマウマ担当 ※ただし初登場は2011年5月8日 (第5回) 放送の「鳴き声を聞いてみよう 予告編」
- 爆問パワフルフェイス! (TBS、2011年6月8日) - 仕掛け人の一人
- 金曜スーパープライム (日本テレビ、2011年7月22日) 「欽ちゃん！30%番組をもう一度作りましょう(仮)」番組内の企画 - 萩本欽一と合コンするメンバーの一人 (他のメンバーは望月かおりなど)
- ぷっすま (テレビ朝日、2011年7月26日) - 水着ガールズの一員

### 映画
" 坂上麻美 " 名義
- 極道兵器 (2011年7月23日、日活) - 殺し屋ナースの一員 役

" 坂ノ上朝美 " 名義
- 短編映画のオムニバスの一本「愛のしるし」 (2012年1月14日、アドウェイズビクチャーズ)
- ヒミズ (2012年1月14日、ギャガ) - ヤンキー (ファミレスの客) 役
- 闇金ウシジマくん (2012年8月25日、S・D・P) - コンタクトの女の子 (まいたん) 役
- アスペルガーレイヴ (2013年、月の石) - 今井洋子 役 ※ゆうばり国際ファンタスティック映画祭2014にて上映作品、伊賀の國 忍者映画祭2014の上映作品
- 図書館戦争 (2013年4月27日、東宝) - グラビアアイドル 役
- ami?amie?つきあってね〜よ! (2013年6月29日、月の石) - まいたん (舞) 役 ※ゆうばり国際ファンタスティック映画祭2013 オフシアターコンペティション部門のノミネート作品
- 黒い殺意 (2013年10月12日、エプコット) - 女子大生 役
- TAP 完全なる飼育 (2013年11月9日、セディックインターナショナル、電通) - ミチヨ 役
- 風俗行ったら人生変わったwww (2013年11月9日、セディックインターナショナル、電通) - 風俗嬢 役
- おやじ男優Z (2014年11月15日 - 11月27日・大阪、11月22日 - 11月25日・名古屋、月の石) - 夏目ゆりあ 役 ※ゆうばり国際ファンタスティック映画祭2014にてフォアキャスト作品で上映

### 舞台
" 坂上麻美 " 名義
- 「もしかも」もしかして私たちは究極の謎を解いてしまったのかもしれない!? (全6回) (2010年11月5日 - 8日・新宿シアターブラッツ) - 鋒鋩絵理香 (風紀委員) 役 ※白組公演は11月5日 - 7日

## 雑誌 (グラビア)
- 週刊FRIDAY 2013年12月27日号グラビア「決意の初ヘアヌード グラビア」 (2013年12月13日、講談社)
- 週刊現代 2014年9月27日号グラビア「しっとりと、大胆に」 (2014年9月8日、講談社)
- 週刊FRIDAY 2014年10月10日号グラビア「悶絶する美乳ヌード」 (2014年9月26日、講談社)
- 週刊FRIDAYダイナマイト 2015年1月12日增刊号特別付録DVD (2014年12月29日、講談社)
- 週刊FRIDAY 2015年2月27日号超人気女優のW官能ヌード動画 (2)「史上最高の“神が宿るカラダ”坂ノ上朝美」 (2015年2月13日、講談社)
- 週刊FRIDAY 2015年5月29日号特別とじこみ付録「常識を超えた両面等身大ヘアヌードポスター」 (2015年5月15日、講談社)

## リリース作品

### DVD
" 坂上麻美 " 名義
- リアルオーディション Hime (バラエティ作品、2011年4月22日 ベンテンエンタテインメント) - 18名のオーディションメンバーの一人として出演
- 白い素肌 (2011年5月20日、竹書房)

 " 坂ノ上朝美 " 名義
- ラブデート (2012年6月25日、エアーコントロール)
- 混浴気分vol.6 〜あさみんと行く二人っきりの湯の街デート〜 (2013年11月28日、Shadow Project)
- 混浴気分スペシャルバージョン (限定盤) (2014年9月29日、Shadow Project)

### インターネット配信 (アイドル動画)
- 本当にデカップDX：坂ノ上朝美 (全6作品) (2012年5月18日〜2013年11月21日、SOKMIL、VIDEX)

### 写真集
" 坂ノ上朝美 " 名義
- わすれな草 (2014年5月15日、講談社、撮影：松田忠雄) ISBN 978-4063528459

## その他
" 坂ノ上朝美 " 名義
- ミスFLASH 2013 (2013年、講談社、光文社『ミスFLASH』実行委員会)